# Armoiries (timbre de France)
Pour un article plus général, voir Armoiries.
Le type Armoiries désigne plusieurs séries de timbres d'usage courant, utilisées en France entre 1941 et 1978.
Ces timbres de petit format (20 × 24 mm ou 22 × 26 mm) représentent les armoiries de villes ou de provinces françaises.

## Description

### Légende «POSTES FRANÇAISES»
En 1941 puis en 1942, le régime de Vichy émet successivement deux séries comparables de douze timbres chacune. La légende « POSTES FRANÇAISES » s'impose, toute référence à la « République » étant interdite. Les timbres représentent les armoiries de villes de France. Monochromes, imprimés en taille douce rotative à 1 000 000 exemplaires chacun par feuilles de 50, ils mesurent 22 × 26 mm et sont dentelés 14 x 13½. À l'intérieur de chaque série, les douze timbres sont dessinés et gravés par autant d'artistes différents. Les timbres sont frappés d'une surtaxe au profit du Secours national supérieure ou égale à la valeur faciale : si cette dernière va de 20 c à 10 F sur l'ensemble des deux séries, les surtaxes s'échelonnent de 30 c à 10 F. Ces timbres, dont l'acheteur doit acquérir l'ensemble d'une série, sont retirés de la vente l'année suivant leur mise en service ; ils sont en majorité achetés par des philatélistes.
En 1943, une nouvelle série de timbres légendés « POSTES FRANÇAISES » est émise. Ne comportant que quatre timbres, elle est dédiée aux armoiries des provinces de France. Quatre dessinateurs et trois graveurs se chargent de la réalisation avec l'aide de l'héraldiste Jacques Meurgey de Tupigny. Face à la difficulté d'imprimer des timbres en taille-douce en raison d'une pénurie de fournitures, les nouveaux timbres sont issus de typographie en trois couleurs (une première en France) par feuilles de 100, de format 20 × 24 mm et dentelés 14 x 13½. Les valeurs faciales vont de 5 à 20 F ; il n'y a plus de surtaxe. Ces timbres, dont les tirages s'échelonnent de 10 605 000 à 54 350 000 exemplaires, sont retirés en bloc le 9 juin 1944. Si les maquettes des timbres sont une réussite, le résultat à l'impression est plus décevant.

### Légende «FRANCE»
Les séries d'armoiries sont prévues pour être remplacées tous les ans. En mars et en avril 1944 une nouvelle série de quatre timbres est donc émise, toujours sur le thème provinces de France.  Les caractéristiques techniques et les valeurs faciales sont identiques à la série de 1943. Seule change la légende qui devient « POSTES » et « FRANCE ». Les timbres sont dessinés par l'héraldiste Robert Louis et gravés par Henri Cortot. Leur tirage s'échelonne de 9 150 000 à 35 420 000 exemplaires ; ils sont retirés fin 1945 ou début 1946.
Ces quatre timbres font l'objet localement de surcharges à la Libération. La surcharge « RF » est apposée à Lyon. À Chambéry, les timbres reçoivent la mention « F.F.I. SAVOIE » et une surtaxe. À Lorient, ce sont les Allemands qui tiennent encore la poche de Lorient qui surchargent « FESTUNG LORIENT » (forteresse de Lorient) le timbre du blason de la Flandre à la demande de philatélistes.

### Légende «RF»
À compter de la Libération, la référence à la « République française » retrouve sa place sur les timbres.
En 1945, devant le grand nombre de séries d'usage courant en circulation, seuls deux timbres Armoiries sont émis avec la légende « RF », pour célébrer la libération de Metz (2,40 F) et de Strasbourg (4 F). Ils sont dessinés par Robert Louis et gravés par Pierre Munier. Imprimés à 5 000 000 millions d'exemplaires chacun, en taille-douce, ils mesurent 20 × 24 mm et sont dentelés 14 x 13½. Mis en circulation le 5 mars 1945, ils sont retirés le 15 septembre suivant.
Une autre série Armoiries apparaît en juin et juillet 1946 avec la légende « RF ». Elle ne compte que quatre timbres consacrés aux provinces. Les valeurs faciales vont de 10 à 60 c. Les timbres, imprimés en typographie rotative par feuilles de 100, mesurent 20 × 24 mm et sont dentelés 14 x 13½. Ils sont tirés entre 65 et 144 millions d'exemplaires. Ils sont dessinés par Robert Louis et gravés par Henri Cortot ou Georges Hourriez. Ces timbres restent en circulation jusqu'en 1949 ou 1950 en fonction de leur valeur faciale.

### Légende «RÉPUBLIQUE FRANÇAISE»
Tous les timbres de type Armoiries porteurs de cette légende, sauf un, sont imprimés en typographie rotative par feuilles de 100, mesurent 20 × 24 mm et sont dentelés 14 x 13½.
Entre 1949 et 1954 paraît une longue série homogène de 27 timbres avec les armoiries de provinces françaises. La légende « RÉPUBLIQUE FRANÇAISE » figure sur deux lignes en haut des timbres. Les valeurs faciales vont de 10 c à 5 F. Les timbres sont tirés entre 5 320 000 à 1 105 000 000 exemplaires d'exemplaires. Le dessin est dû à Robert Louis ou Georges Hourriez selon les valeurs mais sept graveurs se partagent la confection des poinçons. Les derniers timbres de cette série sont retirés le 29 novembre 1958. Un timbre de cette série, représentant les armoiries d'Anjou (4 F), existe aussi en timbre préoblitéré ; il est pourvu de la surcharge « AFFRANCHts - POSTES ».
Les armoiries des villes françaises font leur retour dans la série suivante. Le cadre du timbre est incomplet, sa barre horizontale supérieure étant remplacée par la légende « RÉPUBLIQUE FRANÇAISE » sur une seule ligne et sa barre horizontale inférieure par le nom de la ville. Cette série se compose de huit timbres, dont les valeurs faciales vont de 50 c à 15 F (la valeur la plus élevée correspond aux armoiries d'Alger, ville à l'époque française). Si tous les dessins sont réalisés par Robert Louis, cinq graveurs différents sont sollicités. Les timbres sont émis le 17 novembre 1962 ou le 3 mars 1959 et retirés le 11 avril 1959 ou le 18 février 1961 pour des tirages allant de 8 160 000 à 473 320 000 exemplaires.
Le passage au nouveau franc, le 1er janvier 1960, impose le renouvellement des timbres. Une nouvelle série d'armoiries de villes est donc imprimée, sur les bases de la série précédente. Elle en reprend deux modèles, Lille et Alger, mais avec de nouvelles valeur faciales : 0,05 et 0,15 (exprimées en franc, même si le symbole monétaire n'apparaît pas). Neuf autres villes sont représentées, pour des valeurs faciales allant de 0,01 à 0,30 [F]. Les timbres, émis entre le 2 janvier 1960 et le 18 janvier 1965 ne sont, pour certains, retirés de la vente que le 4 août 1978.
Une dernière courte série d'Armoiries en petit format est émise de 1966 à 1973. Les trois timbres qui la composent se distinguent par un cadre supérieur complet, la légende « RÉPUBLIQUE FRANÇAISE » étant inscrite sous la barre horizontale. Ils sont dessinés par Mireille Louis et gravés par elle-même ou par André Barre. Les valeurs faciales sont de 0,05, 0,20 et 0,25 [F]. Le timbre à 0,20 F n'est pas imprimé en typographie mais en héliogravure et il est dentelé 13 sur tous ses côtés. Le retrait de ces timbres a lieu en 1969 ou 1978.

## Usages
Le timbre à 0,30 F représentant les armoiries de Paris émis en 1965 est le seul au type Armoiries dont la valeur faciale permet d'affranchir une lettre jusqu'à 20 grammes pour la France et la Communauté européenne ; les autres timbres à ce type servent surtout pour l'envoi de journaux et d'imprimés.